# Quingu
Quingu (Kingu) era um deus na mitologia babilônica a quem Tiamate pretendia colocar como governante dos deuses. Quando Enqui (Ea) aprisionou Apsu esposo de Tiamate, num eterno sono e roubou a glória de Mumu, Tiamate gerou Quingu e o tornou seu esposo com a intenção de torná-lo rei. 

## Mitologia
Tiamate deu a Quingu três Tábuas do Destino, as quais ele colocou em uma armadura, que lhe garantiu imenso poder e posteriormente o colocou no comando do exército de monstros de Tiamate. Porém foi vencido e morto por Marduque, para o impedir de crescer, e seu sangue foi utilizado para criar a humanidade. Então, Quingu foi viver no reino de Eresquigal, junto com os outros deuses que se aliaram a Tiamate.
Toda a história de Quingu na criação dos mitos de Babilônia pode ser encontrado no Enuma Elis. E seu nome significa "o que enfeitiça com o sono".